# Kenny Miller
Kenny Miller, född den 23 december 1979 i Edinburgh i Skottland, är en skotsk fotbollsspelare som för närvarande spelar för Rangers och Skottlands landslag. Han spelar som forward och har ett utmärk målsinne.
Han började spela för Hutchinson Vale BC, en mindre klubb i Edinburgh. Hans genombrott kom när han fick kontrakt med Hibernian FC 1997. Han stannade i klubben i fyra år innan han skrev på för Rangers FC sommaren 2000. 2001 flyttade han till Wolverhampton Wanderers då han inte fick spela regelbundet i Rangers första uppställning. I Wolves fick han chansen och tog den då Dean Sturridge skadade sig inför säsongen 2002-2003.  Han blev klubbens bäste målskytt och gjorde totalt 24 mål i ligan och cuperna. Nästa säsong blev inte lika lyckad, men han gjorde matchens enda mål när Wolves tog emot Manchester United på Molineux. Sommaren 2004 lämnade han in en transferbegäran men stannade ändå och gjorde på nytt en bra säsong med 20 mål. 2005-2006 började bra men en skada i oktober höll honom borta från spel en del av säsongen. I januari 2006 skrev han på ett förhandskontrakt med Celtic FC inför 2006-2007.
Miller lämnade Skottland för spel i engelska Derby County FC säsongen 2007–2008.
Den 13 juni 2008 återvände han till Rangers FC.
I skotska landslaget har han spelat 69 matcher och gjort 18 mål, bland annat mot Italien och Norge.